# Lubogóra
Lubogóra (prononciation : [lubɔˈɡura]) est un village polonais de la gmina de Świebodzin dans le powiat de Świebodzin de la voïvodie de Lubusz dans l'ouest de la Pologne.

## Histoire
Le nom allemand du village était Wilhelmshöhe.
Après la Seconde Guerre mondiale, avec la mise en œuvre de la ligne Oder-Neisse, le village est intégré à la République populaire de Pologne. La population d'origine allemande est expulsée et remplacée par des polonais.
De 1975 à 1998, le village appartenait administrativement à la voïvodie de Zielona Góra.

Depuis 1999, il appartient administrativement à la voïvodie de Lubusz